# Anerastia
Anerastia är ett släkte av fjärilar som beskrevs av Jacob Hübner 1825. Anerastia ingår i familjen mott.

## Dottertaxa tillAnerastia, i alfabetisk ordning[1][2]
- Anerastia ablepta
- Anerastia albivena
- Anerastia anaemopis
- Anerastia argosticha
- Anerastia bicolor
- Anerastia biseriella
- Anerastia brunneovittella
- Anerastia buckwellella
- Anerastia castanealis
- Anerastia celsella
- Anerastia clepsiphronica
- Anerastia conspersella
- Anerastia dubia
- Anerastia ephestiella
- Anerastia erasmia
- Anerastia flaveolella
- Anerastia gnathosella
- Anerastia hemirhodella
- Anerastia incarnata
- Anerastia incarnatella
- Anerastia infumella
- Anerastia kafirella
- Anerastia korbi
- Anerastia lavatella
- Anerastia lotella
- Anerastia lotricella
- Anerastia macrorrhynca
- Anerastia marcida
- Anerastia metallactis
- Anerastia microchroella
- Anerastia microrrhoda
- Anerastia miniosella
- Anerastia minoralis
- Anerastia nitidicostella
- Anerastia plumulatella
- Anerastia pulverella
- Anerastia rhodochros
- Anerastia stictella
- Anerastia syssema
- Anerastia taliella
- Anerastia xiphimela
- Anerastia xylodes